# Keolakhone Channiphone
Keolakhone Channiphone (sinh ngày 10 tháng 1 năm 1970) là một cựu cầu thủ bóng đá từng thi đấu ở vị trí tiền đạo cho đội tuyển bóng đá quốc gia Lào. Là cầu thủ xuất thân từ quân đội Lào, ông được biết đến là một trong những cầu thủ xuất sắc của bóng đá Lào.
Keolakhone được đặc biệt chú ý tại Đại hội Thể thao Đông Nam Á 1997 diễn ra tại Indonesia, khi là người ghi bàn duy nhất trong chiến thắng lịch sử 1-0 của đội tuyển Lào trước đội tuyển Malaysia tại lượt trận cuối vòng bảng môn bóng đá nam. Chiến thắng này đã giúp cho đội tuyển Việt Nam lọt vào bán kết SEA Games lần thứ hai liên tiếp và giành huy chương đồng sau đó. Sau trận đấu, ông được người hâm mộ Việt Nam coi là một người hùng của bóng đá Việt Nam.

## Tại SEA Games 1997
Ở đội tuyển Lào trước đây, Keolakhone mang chiếc áo số 13. Tại Đại hội Thể thao Đông Nam Á năm 1997 được tổ chức ở Indonesia, Keolakhone có hai lần lập công cho đội tuyển quốc gia, trong đó bàn thắng thứ hai trở thành bàn thắng quan trọng đối với cả Lào lẫn đội tuyển Việt Nam. Trong trận đấu cuối cùng của bảng A môn bóng đá nam, Keolakhone có bàn thắng để đời ở phút 89 vào lưới Malaysia bằng một cú sút xa bất ngờ. Đây không những là chiến thắng đầu tiên của Lào trước Malaysia, mà kết quả này còn gián tiếp giúp tuyển Việt Nam vượt qua khe cửa hẹp để lọt vào bán kết ở giải đấu mà sau đó họ đã giành tấm huy chương đồng chung cuộc.
Anh có tâm sự: "Khi trở về nước hồi đó, tôi được chào đón nồng nhiệt như một người hùng. Đến bây giờ gặp kiều bào Việt Nam, mọi người vẫn đều nhận ra tôi và chào đón như người bạn thân thiết nhất. Vậy thì con số 13 là số may mắn chứ!"

## Đời sống cá nhân
Sau khi giã từ sự nghiệp bóng đá, Keolakhone đã lập gia đình và có hai con, đồng thời là sĩ quan quân đội Lào công tác ở dự án thông tin tại tỉnh Paksé, Nam Lào. Mặc dù vậy, ông vẫn thường xuyên liên lạc với những đồng đội cũ hiện đang công tác tại Liên đoàn bóng đá Lào để theo dõi tình hình bóng đá Lào và Việt Nam.